# Schuitemania merrillii
Schuitemania merrillii là một loài thực vật có hoa trong họ Lan. Loài này được (Ames) Ormerod mô tả khoa học đầu tiên năm 2002.